# Lepidium biplicatum
Lepidium biplicatum är en korsblommig växtart som beskrevs av Hewson. Lepidium biplicatum ingår i släktet krassingar, och familjen korsblommiga växter. Inga underarter finns listade i Catalogue of Life.